# Kotel'nikovskij rajon
Il Kotel'nikovskij rajon (in russo Котельниковский район?) è un rajon dell'oblast' di Volgograd, in Russia, il cui capoluogo è Kotel'nikovo. Istituito nel 1928, ricopre una superficie di 3.471 chilometri quadrati e nel 2021 ospitava una popolazione di circa 37.300 abitanti.